# Thaxted
Thaxted este un oraș în comitatul Essex, regiunea East, Anglia. Orașul se află în districtul Uttlesford.